# Ugo XI di Lusignano
Ugo XI di Lusignano (1221 – Faraskur, 6 aprile 1250) è stato un nobile francese fu signore di Lusignano, conte di La Marche e d'Angoulême come Ugo III, dal 1249 alla sua morte.

## Biografia

### Infanzia

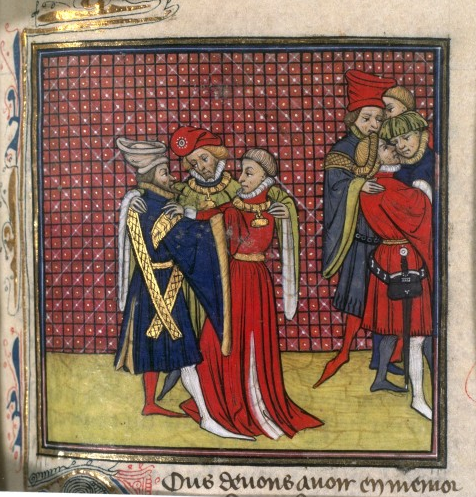
Ugo X di Lusignano, Teobaldo I di Navarra e Pietro I di Bretagna in una miniatura del Medioevo

Sia secondo il monaco benedettino inglese, cronista della storia inglese, Matteo di Parigi, che le Layettes du trésor des chartes : de l'année 1224 à l'année 1246 ed il testamento del padre, contenuto nel Cartulaire de l'abbaye royale de Notre-Dame des Châtelliers, Ugo era il figlio primogenito del signore di Lusignano, conte di La Marche e d'Angoulême, Ugo X di Lusignano e della Contessa di Angoulême ed ex regina consorte d'Inghilterra, Isabella d'Angoulême, che sia secondo il Florentii Wigornensis Monachi Chronicon, Continuatio, che secondo Matteo di Parigi, era l'unica figlia del conte d'Angouleme, Ademaro III e della moglie (come ci viene confermato dalla Chronica Albrici Monachi Trium Fontium), Alice di Courtenay, che era figlia di Pietro di Francia e di Elisabetta, signora di Courtenay.
Secondo il documento n° X del Cartulaire de l'abbaye royale de Notre-Dame des Châtelliers, Ugo X di Lusignano era figlio del signore di Lusignano, Conte de La Marche e Conte d'Angoulême, Ugo IX di Lusignano e della sua prima moglie, che, secondo le Europäische Stammtafeln, vol III cap. 4 (non consultate), era Agata di Preully, che secondo il Recueil des chartes de l'abbaye de Saint-Benoît-sur-Loire (Paris), Vol. II (non consultato), era figlia di Pietro II Montrabel de Preuilly-Vendôme.
Ugo XI di Lusignano nacque nel 1221 da Ugo X di Lusignano e Isabella d'Angoulême vedova del re d'Inghilterra, Giovanni Senza Terra, a cui aveva dato cinque figli, suoi fratellastri: Enrico III, re d'Inghilterra, Riccardo, Giovanna, Isabella ed Eleonora,

### Fidanzamento

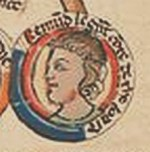
Raimondo VII di Tolosa

Tra il 1224 ed il 1225, secondo la Ex Chronicon Turonensi, Ugo, ancora bambino fu fidanzato alla coetanea Giovanna di Tolosa (filiam Comitis Sanctis Ægidii et filium Comitis Marchiæ sponsalia celebrantur), unica figlia del conte di Tolosa, marchese di Provenza e duca di Narbona, Raimondo VII il Giovane e di Sancha d'Aragona (come risulta dalla nota CXX della Histoire Générale de Languedoc avec des Notes, Tome II, in cui viene ricordata la nascita di Giovanna, nel 1220) (1186-ca.1241), che, secondo la Ex Gestis Comitum Barcinonensium, era la figlia terzogenita del re d'Aragona Alfonso il Casto (1157-1196) e di Sancha di Castiglia, figlia del re di Castiglia, Alfonso VII.
Nell'apprendere questa notizia, il re di Francia, Luigi VIII, reagì rinforzando le difese nella contea di Poitiers.
Il fidanzamento venne poi rotto, nel 1226 e, con il trattato di Parigi, dell'11 giugno 1229, fu preso l'impegno di maritare l'erede della contea di Tolosa, Giovanna, al fratello del re di Francia, Luigi IX il Santo, Alfonso come conferma il Chronique de Guillaume de Puylaurens che specifica che Giovanna aveva nove anni e che fu consegnata ai commissari regi di Carcassonne.

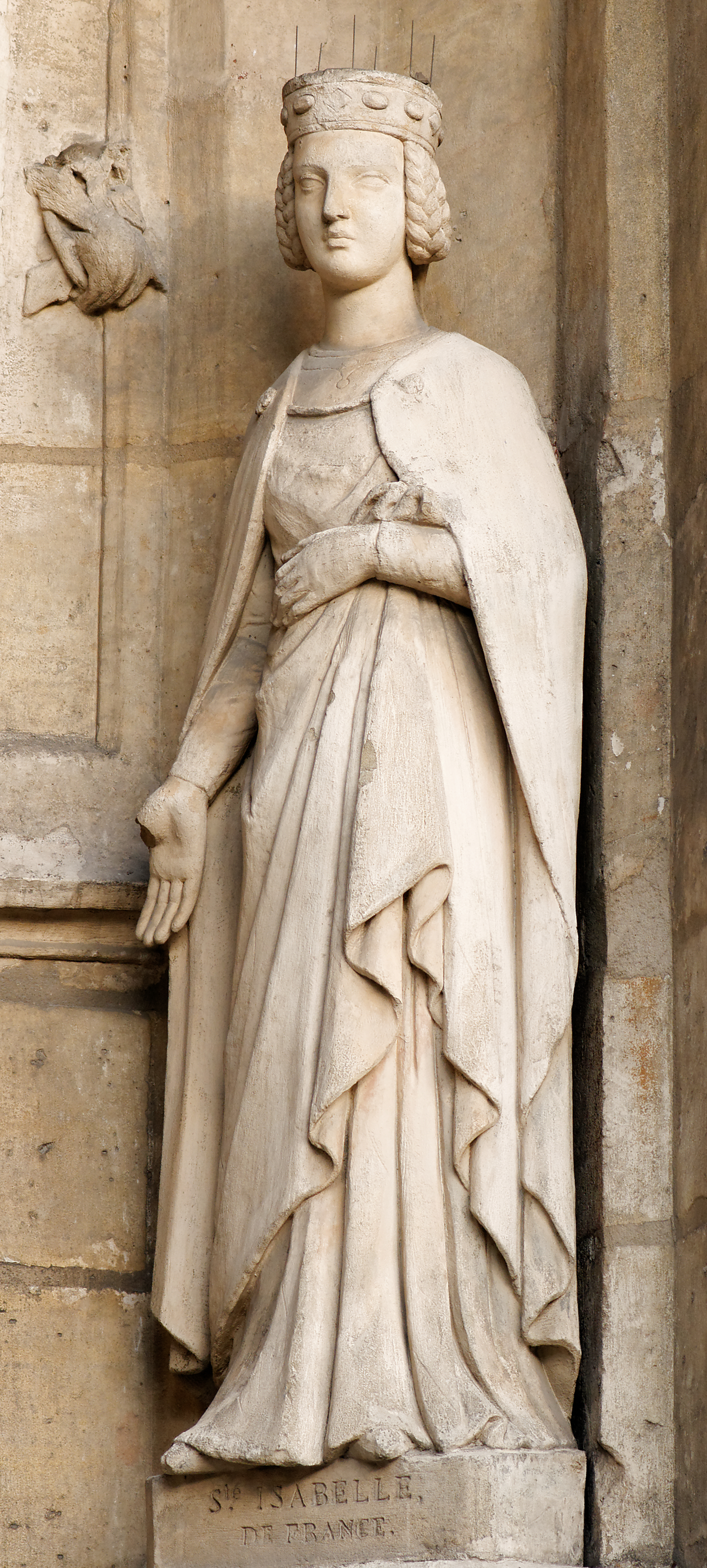
Statua d'Isabella di Francia sotto il portico dell'Église Saint-Germain l'Auxerrois

Nel marzo del 1227 Ugo si fidanzò con una delle sorelle di Luigi, Isabella di Francia, nell'ambito del nuovo Trattato di Vendôme, ma questa volta fu Isabella a rompere il fidanzamento perché si sentiva portata per la vita religiosa; ma anche perché suo padre Ugo X, nell'ambito delle sollevazioni contro la corona di Francia, si era legato al duca di Bretagna, Pietro Mauclerc.

### Matrimonio

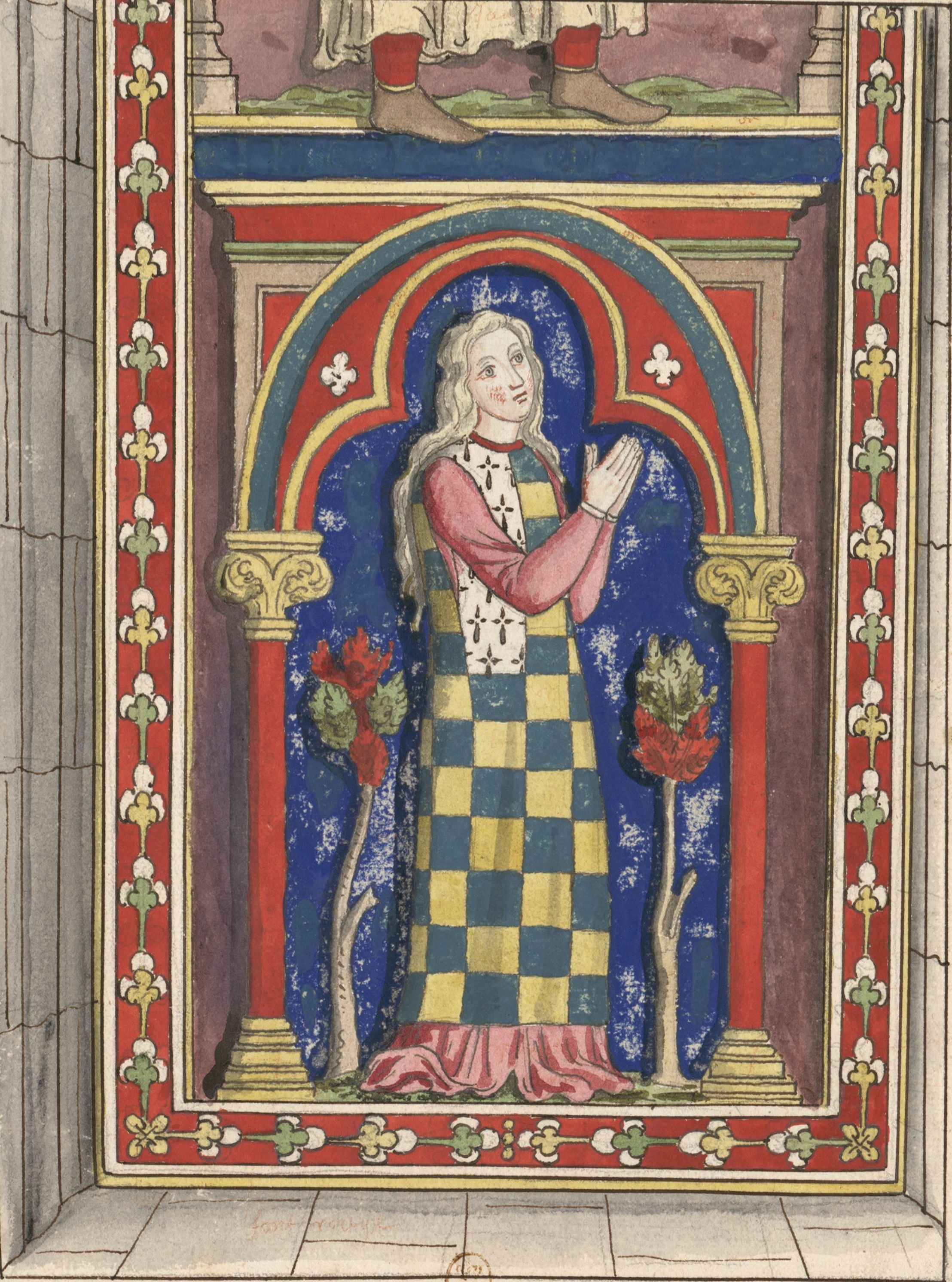
Iolanda di Bretagna

Nel 1236, come ci conferma la Mémoires pour servir de preuves à l’histoire ecclesiastique et civile de Bretagne, Tome I, Ugo aveva sposato Iolanda di Bretagna, figlia di Pietro I di Bretagna ed Alice di Thouars, come dote Iolanda portò il contado di Penthièvre, oltre a diversi altri titoli minori, suo fratello Giovanni I di Bretagna le diede anche, suo jure, il contado di Porhoët.

### Carriera militare

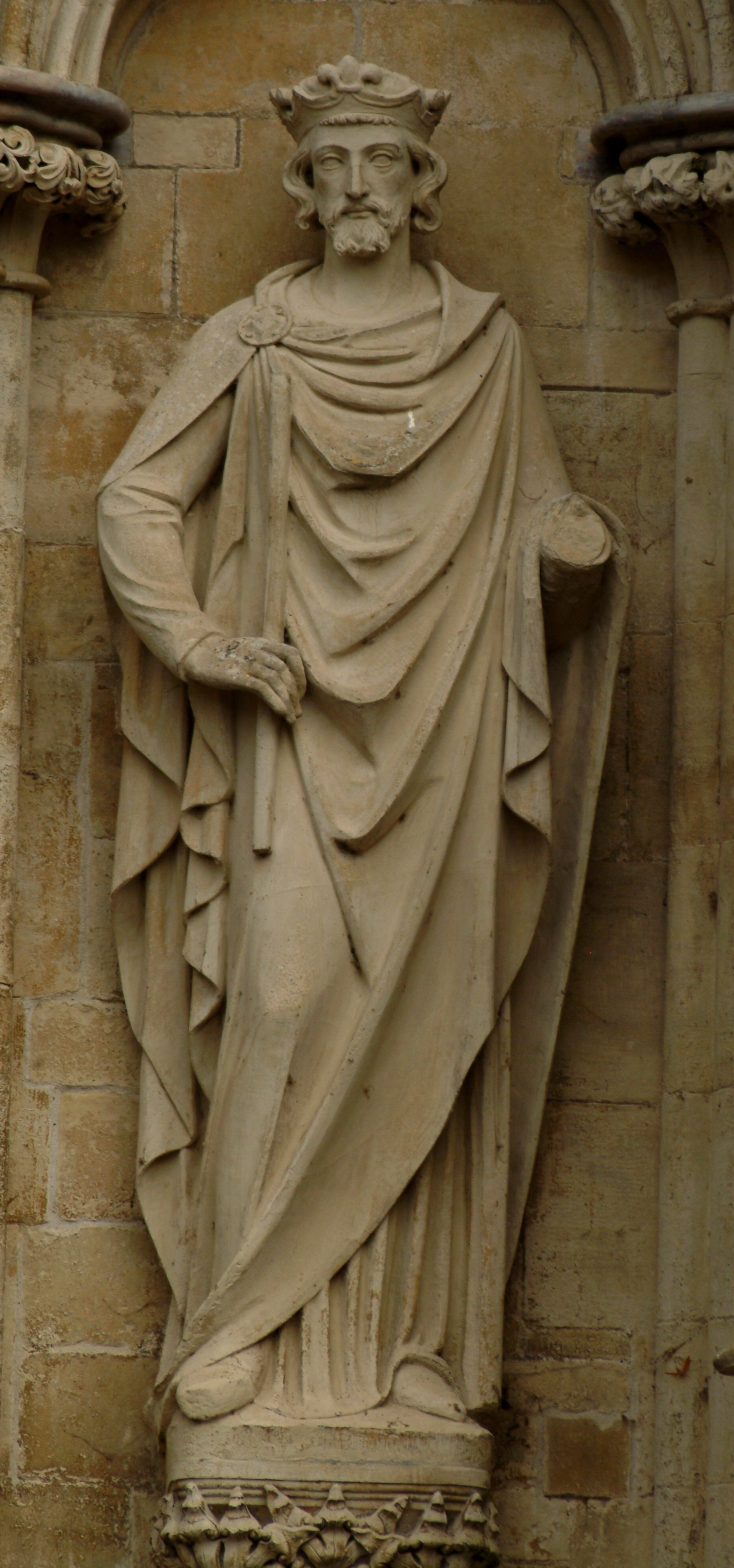
Statua di Enrico III d'Inghilterra sulla facciata della Cattedrale di Salisbury.

Nel 1241, il fratello del re, Alfonso era entrato in possesso della contea di Poitiers, costituita dai territori del Poitou, del Saintonge e dell'Alvernia; suo padre, il conte di La Marche, Ugo X, avrebbe dovuto rendergli omaggio, come suo feudatario, ma sua madre, la contessa d'Angoulême, Isabella, non tollerava l'idea che suo marito fosse vassallo di Alfonso e visto che Ugo X avrebbe preferito essere conciliante, Isabella d'Angoulême lo minacciò che se si fosse umiliato non avrebbe più diviso il letto con lui; Ugo X fu spinto alla ribellione dalla moglie, Isabella, che chiese il sostegno del figlio di primo letto, il re Enrico III d'Inghilterra. Suo padre, Ugo X si ribellò e col sostegno di Raimondo VII di Tolosa, suocero di Alfonso, rifiutò l'obbedienza al suo signore, Alfonso conte di Poitiers, che, con l'aiuto del fratello, Luigi IX il Santo, mise insieme un esercito che, nella primavera del 1242, occupò rapidamente alcune roccaforti del Poitou. Enrico III d'Inghilterra sbarcato a Royan, il 12 maggio 1242, con sette conti e trecento cavalieri, era stato ricevuto dalla madre, Isabella, con entusiasmo, ma dopo aver messo insieme un esercito, composto dai ribelli del Poitou dai nobili guasconi e dai suoi trecento cavalieri, il 21 luglio 1242 al ponte di Taillebourg di fronte all'armata avversaria, si ritirarono, senza combattere, entro le mura di Saintes. Il giorno dopo gli inglesi e i guasconi tentarono una sortita, ma si ritirarono subito dopo, per cui i ribelli del Poitou si rassegnarono a sottomettersi ad Alfonso; anche Matteo di Parigi conferma la spedizione francese di Enrico III.
 I suoi genitori, Ugo X di Lusignano e Isabella d'Angoulême, assieme a Ugo ed ai suoi fratelli, dovettero inginocchiarsi al cospetto di Luigi IX e chiedere misericordia (il documento n° 2980 delle Layettes du trésor des chartes : de l'année 1224 à l'année 1246 conferma la sottomissione di Ugo, Isabella e i figli), mentre a settembre Enrico III fece ritorno in Inghilterra.
Sua madre, Isabella si ritirò in convento, a Fontevrault, dove, nel 1246, morì.

### Signore di Lusignano

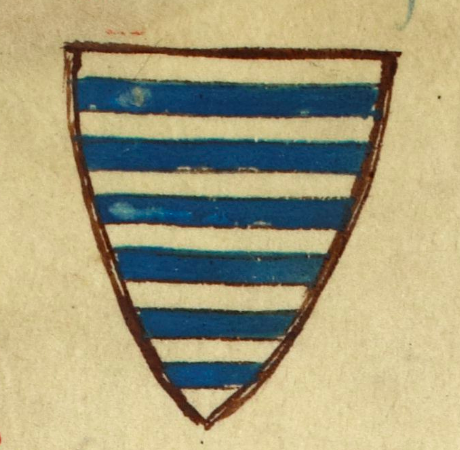
Lo stemma dei Lusignano nellHistoria anglorum

Suo padre, Ugo X, secondo il documento n° LXXVI, del 1248 del Cartulaire de l'abbaye royale de Notre-Dame des Châtelliers, fece  testamento destinando i suoi averi ai figli ed all'abbazia.
Ugo X, in seguito divenne crociato e fece anche parte del comitato direttivo, composto da quattro feudatari, della Lega, che, aveva l'approvazione del re di Francia, Luigi IX (Saint Louis) e che si opponeva alle rivendicazioni temporali e all'eccessivo arricchimento del clero e del papa.
Ugo X morì, nel 1249, a Damietta, come viene descritto da Matteo di Parigi. Ugo gli succedette nei titoli di Lusignano, La Marche e Angoulême, come Ugo XI.

### Morte
Nel 1249 Ugo acconsentì a seguire il suo signore, Alfonso di Poitiers, per un anno nell'ambito della Settima crociata.
Ugo, non molto tempo dopo suo padre come ci testimonia Matteo di Parigi (Hugo Brunus comes de Marchia cuius pater paulo ante obit apud Damiatan), venne ucciso il 6 aprile 1250 alla battaglia di Fariskur, uno dei più grandi scontri di tutta la crociata.
Gli succedette nei titoli di Lusignano, La Marche e Angoulême, il figlio, Ugo, come Ugo XII, sotto la tutela della madre, Iolanda di Bretagna.

## Discendenza
Ugo da Iolanda di Bretagna ebbe sette figli:
- Ugo († 1270), signore di Lusignano, conte (Ugo III) di La Marche e (Ugo II) d'Angoulême[29]
- Guido († prima del 1309), Signore di Cognac, d'Archiac e di Couhé[30]
- Goffredo († 1264)
- Alice († 1290), che sposò Gilberto di Clare, VII conte di Gloucester[31]
- Maria (1242- dopo l'11 luglio 1266), sposò Robert de Ferrers, VI conte di Derby[32]
- Isabella († dopo il 1314), signora di Belleville[33], che sposò, in prime nozze, Goffredo V di Rancon († 1263), signore di Marcillac e di Taillebourg, ed, in seconde nozze, Maurizio II di Belleville;
- Yolanda (1250 circa - 10 novembre 1305) sposò Pietro I di Préaux († 1311), seigneur de Préaux[33].

## Ascendenza
|                         |                          |                         | Genitori             |  |  | Nonni |  |  | Bisnonni                  |  |  | Trisnonni             |  |
|                         |                          |                         |                      |  |  |       |  |  | Ugo il Bruno di Lusignano |  |  | Ugo VIII di Lusignano |  |
|                         |                          |                         |                      |  |  |       |  |  | Ugo il Bruno di Lusignano |  |  | Ugo VIII di Lusignano |  |
|                         |                          | Bourgogne de Rançon     |                      |  |  |       |  |  | Ugo il Bruno di Lusignano |  |  |                       |  |
| Ugo IX di Lusignano     |                          |                         |                      |  |  |       |  |  | Ugo il Bruno di Lusignano |  |  |                       |  |
|                         |                          | Orengarda               | …                    |  |  |       |  |  |                           |  |  |                       |  |
|                         |                          | Orengarda               | …                    |  |  |       |  |  |                           |  |  |                       |  |
|                         |                          | Orengarda               | …                    |  |  |       |  |  |                           |  |  |                       |  |
| Ugo X di Lusignano      |                          | Orengarda               |                      |  |  |       |  |  |                           |  |  |                       |  |
|                         |                          | …                       | …                    |  |  |       |  |  |                           |  |  |                       |  |
|                         |                          | …                       | …                    |  |  |       |  |  |                           |  |  |                       |  |
|                         |                          | …                       | …                    |  |  |       |  |  |                           |  |  |                       |  |
| Agata di Preully        |                          | …                       |                      |  |  |       |  |  |                           |  |  |                       |  |
|                         |                          | …                       | …                    |  |  |       |  |  |                           |  |  |                       |  |
|                         |                          | …                       | …                    |  |  |       |  |  |                           |  |  |                       |  |
|                         |                          | …                       | …                    |  |  |       |  |  |                           |  |  |                       |  |
| Ugo XI di Lusignano     |                          | …                       |                      |  |  |       |  |  |                           |  |  |                       |  |
|                         | Guglielmo VI d'Angoulême | Vulgrin II d'Angoulême  |                      |  |  |       |  |  |                           |  |  |                       |  |
|                         | Guglielmo VI d'Angoulême | Vulgrin II d'Angoulême  |                      |  |  |       |  |  |                           |  |  |                       |  |
|                         | Guglielmo VI d'Angoulême | Ponzia de La Marche     |                      |  |  |       |  |  |                           |  |  |                       |  |
| Ademaro III d'Angoulême | Guglielmo VI d'Angoulême |                         |                      |  |  |       |  |  |                           |  |  |                       |  |
|                         |                          | Margherita di Turenna   | …                    |  |  |       |  |  |                           |  |  |                       |  |
|                         |                          | Margherita di Turenna   | …                    |  |  |       |  |  |                           |  |  |                       |  |
|                         |                          | Margherita di Turenna   | …                    |  |  |       |  |  |                           |  |  |                       |  |
| Isabella d'Angoulême    |                          | Margherita di Turenna   |                      |  |  |       |  |  |                           |  |  |                       |  |
|                         |                          | Pietro I di Courtenay   | Luigi VI di Francia  |  |  |       |  |  |                           |  |  |                       |  |
|                         |                          | Pietro I di Courtenay   | Luigi VI di Francia  |  |  |       |  |  |                           |  |  |                       |  |
|                         |                          | Pietro I di Courtenay   | Adelaide di Savoia   |  |  |       |  |  |                           |  |  |                       |  |
| Alice di Courtenay      |                          | Pietro I di Courtenay   |                      |  |  |       |  |  |                           |  |  |                       |  |
|                         |                          | Elisabetta di Courtenay | Rinaldo di Courtenay |  |  |       |  |  |                           |  |  |                       |  |
|                         |                          | Elisabetta di Courtenay | Rinaldo di Courtenay |  |  |       |  |  |                           |  |  |                       |  |
|                         |                          | Elisabetta di Courtenay | Helvise di Donjon    |  |  |       |  |  |                           |  |  |                       |  |
|                         |                          | Elisabetta di Courtenay |                      |  |  |       |  |  |                           |  |  |                       |  |

### Fonti primarie
- (LA)  Layettes du trésor des chartes : de l'année 1224 à l'année 1246.
- (LA)  Monumenta Germaniae Historica, Scriptores, tomus XXIII
- (LA)  Cartulaire de l'abbaye royale de Notre-Dame des Châtelliers
- (LA)  Florentii Wigornensis Monachi Chronicon, Continuatio.
- (LA)  Matthew Paris, Chronica Majora, Vol. II
- (LA)  Matthew Paris, Chronica Majora, Vol. IV
- (LA)  Matthew Paris, Chronica Majora, Vol. V.
- (LA)  Mémoires pour servir de preuves à l’histoire ecclesiastique et civile de Bretagne, Tome I
- (LA)  Recueil des historiens des Gaules et de la France. Tome 12.
- (LA)  Histoire Générale de Languedoc avec des Notes, Tome II.
- (LA)  Rerum Gallicarum et Francicarum Scriptores, tomus XVIII.
- (LA)  Annales monastici, vol I.
- (LA)  Chronicon Savigniacense, Stephani Baluzii Miscellaneorum, Liber II, Collectio Veterum.

### Letteratura storiografica
- (FR)  Chronique de Guillaume de Nangis.
- (FR)  Histoire généalogique et chronologique de la maison royale de France, tome III.
- (EN)  The Lusignan family in the 11th & 12th centuries.
- Frederik Maurice Powike, I regni di Filippo Augusto e Luigi VIII di Francia, in <<Storia del mondo medievale>>, vol. V, cap. XIX, 1999, pp. 776–828
- Charles Petit-Dutaillis, Luigi IX il Santo, in <<Storia del mondo medievale>>, vol. V, cap. XX, 1999, pp. 829–864
- Frederik Maurice Powike, Inghilterra: Riccardo I e Giovanni, in <<Storia del mondo medievale>>, vol. VI, cap. IV, 1999, pp. 143–197
- E. F. Jacob, Inghilterra: Enrico III, in <<Storia del mondo medievale>>, vol. VI, cap. V, 1999, pp. 198–234